# Uwał Wiacki
Uwał Wiacki (ros. Вятский Увал, Wiatskij Uwał) – szereg wzniesień w europejskiej części Rosji, na terytorium Republiki Maryjskiej i obwodu kirowskiego. Rozciąga się południkowo i wznosi się do 284 m n.p.m. Przecina dolinę Wiatki. Zbudowany z dolomitów, wapieni i gipsów. Występują rozwinięte zjawiska krasowe. Uwał Wiacki porośnięty jest lasami sosnowymi i jodłowymi.